# Koegat
Het Koegat is een kreekrestant ten zuidoosten van Vogelwaarde, gelegen in de Stoppeldijkpolder, welke in 1707 werd ingedijkt, nadat het land bij de inundatie van 1584 en 1585 was ondergelopen.
Tegenwoordig is Het Koegat een natuurgebied van 22 ha, dat in bezit is van Staatsbosbeheer. Er komen enkele zoutminnende plantensoorten voor. Er broeden water- en moerasvogels en het is een overwinteringsgebied voor onder meer de kolgans.